# Circulation Research
Circulation Research, abgekürzt als Circ. Res., ist eine wissenschaftliche Fachzeitschrift, die vom Lippincott Williams & Wilkins-Verlag im Auftrag der American Heart Association veröffentlicht wird. Die erste Ausgabe erschien im Januar 1953. Derzeit erscheint die Zeitschrift zweiwöchentlich. Es werden Original- und Übersichtsarbeiten aus allen Bereichen der Herz-Kreislauf-Erkrankungen veröffentlicht.
Der Impact Factor lag im Jahr 2021 bei 23,219. Nach der Statistik des ISI Web of Knowledge wird das Journal mit diesem Impact Factor in der Kategorie Herz-Kreislaufsystem an sechster Stelle von 143 Zeitschriften, in der Kategorie Hämatologie an dritter Stelle von 78 Zeitschriften und in der Kategorie periphere Gefäß-Erkrankungen an zweiter Stelle von 68 Zeitschriften geführt.
Chefherausgeber ist Roberto Bolli (University of Louisville, Louisville, Vereinigte Staaten von Amerika).